# Satchelliella pilularia
Satchelliella pilularia és una espècie d'insecte dípter pertanyent a la família dels psicòdids que es troba a Europa (incloent-hi la península Ibèrica, Itàlia, França, les illes Britàniques, Alemanya, Dinamarca, Polònia, Lituània i Bulgària), Turquia i l'Àfrica del Nord (Algèria).